# Rhys Ernst
Rhys Ernst es un productor y director de cine estadounidense. Un hombre trans, su trabajo explora la identidad transgénero. Es más conocido por su trabajo en programas de televisión relacionados con personas transgénero, trabajando como productor asociado en Transparent y como director de su documental derivado This is Me. También es conocido por su controvertido debut en el largometraje Adam.

## Primeros años y educación
Ernst hizo la transición a la edad de 25 años. Ha explicado que los medios de comunicación fueron su forma de descubrir identidades queer, particularmente MTV en su infancia y New Queer Cinema cuando creció; estas películas también lo ayudaron a "imaginar un futuro" que de otra manera parecía inaccesible desde su ciudad natal en Carolina del Norte. Se graduó de Hampshire College en 2004, con una licenciatura en cine; su película de graduación fue "The Drive North", que ganó un premio en el Festival Internacional de Cine de Chicago. Luego recibió una Maestría en Bellas Artes de CalArts en 2011. Su película de tesis, "The Thing", se estrenó en el Festival de Cine de Sundance en 2012. Entre títulos, trabajó como productor asociado de la serie Logo Coming Out Stories.

## Carrera
Durante varios años, Ernst colaboró creativamente frecuentemente con Zackary Drucker, una mujer trans que también era su pareja en ese momento. Fueron incluidos en la primera iteración de la Bienal de Arte Hammer/LAX en 2012, estrenando la película "She Gone Rogue"; la película también fue incluida en Outfest 2013. En 2014, Drucker y Ernst exhibieron "Relationship" en el Museo Whitney de Arte Estadounidense, como parte de la Bienal de Whitney, a través de una serie de fotografías que narraban el proceso y la evolución de la relación de la pareja y las transiciones de género. En 2016, "Relationship" se publicó como libro.
La pareja comenzó a trabajar en Transparent al principio de su producción después de que Ernst conociera al creador Joey Soloway en Sundance en 2012. Llegaron como productores asociados, trabajando en los departamentos de producción, casting y escritura, además de ayudar a diseñar la secuencia del título, que presenta imágenes de archivo de momentos trans en la historia, incluidas partes de la película The Queen de 1968. Ernst también participó en la edición de la secuencia del título y se le puede ver brevemente en ella. Según The New York Times Magazine, el objetivo de Drucker y Ernst con el programa era garantizar que las personas trans se representaran de manera auténtica en la pantalla, lo que incluía realizar investigaciones sobre las distinciones e identidades históricas en las comunidades transgénero y transformista. En 2015, Ernst dirigió This is Me, una serie de documentales cortos inspirados en una frase que dice el personaje principal de Transparent cuando sale del armario y que fue producida ejecutivamente por Soloway. This is Me "amplía los problemas transgénero" explorados en la primera temporada de Transparent. Drucker protagoniza un episodio de la serie, por el que fueron nominados al premio Primetime Emmy a la mejor serie corta de no ficción o reality.
En 2016, Ernst creó otra serie documental corta. Los seis episodios, titulados We've Been Around, detallan momentos de la historia trans y analizan cómo las personas trans fueron excluidas de los espacios lésbicos y gays. Su motivación para crear la serie fue abrir la historia trans, un interés que dice que tenía naturalmente como persona trans, pero que fue exagerado cuando no pudo encontrar modelos masculinos trans a seguir. Para el programa, trajo a historiadores y ellos "trabajaron duro para encontrar las mejores y más completas historias [con] diversidad en cuanto a raza, género, época y región", pero aún así reconocieron que estaba bastante centrado en Estados Unidos.
Su primer largometraje como director fue Adam en 2019. Aproximadamente la mitad del elenco y el equipo de la película eran trans, y la mayoría del elenco era queer. La película recibió críticas positivas tras su estreno en Sundance, pero las perspectivas se volvieron más negativas poco después y la película fue vista como controvertida debido a "errores extraños". Antes de que se estrenara la película, Ernst escribió un artículo en Medium sobre su propia aprensión al recibir el guion y pensar que sería ofensivo, diciendo que estaba "gratamente sorprendido". Ernst y la película fueron comparados por Them desde Sarah Fonseca hasta Fox and His Friends (1975) de Rainer Werner Fassbinder y But I'm a Cheerleader (2000) de Jamie Babbit debido a esta respuesta negativa de la comunidad queer que pretende representar. Adam está basada en la novela homónima de Ariel Schrag de 2014, que fue recibida con indignación por la comunidad trans, ya que sigue a un hombre blanco, heterosexual y cisgénero privilegiado que finge ser un hombre trans para poder salir con una lesbiana. También hubo "acusaciones de conducta cuestionable en el set". Sin embargo, algunos críticos queer también defendieron la película como arte.
Ernst y los críticos defienden a Adam por tener un matiz y ser un recordatorio a las personas trans de que la vida mejoró significativamente en el tiempo transcurrido entre su ambientación en 2006 y su estreno en 2019. Ernst ha afirmado que el público queer en las proyecciones reacciona positivamente, mientras que la respuesta de los críticos en línea "es totalmente dispar y opuesta a eso. Es casi como una disonancia cognitiva", afirmó a la revista them, añadiendo además que apreciar la película es "realmente difícil hasta que la gente tenga la oportunidad de verla por sí misma y realmente poder tener una conversación real sobre ella", diciendo que quiere iniciar una conversación a través de la película. Cientos de publicaciones en Twitter e Instagram, así como varias peticiones en Change.org, han pedido que se boicotee o prohíba la película, por ser "profundamente transfóbica y lesbofóbica". BuzzFeed News describe la película como una "obra de arte que desafía los límites, hecha por y sobre comunidades subrepresentadas", y tanto un representante de su distribuidora, Wolfe Releasing, como Ernst dicen que quieren abrir un espacio para que los artistas queer cuenten las historias que quieran, y Ernst dice que, especialmente, no quiere limitarse a historias trans positivas.

## Vida personal y opiniones
Ernst conoció a Drucker cuando ella se había graduado recientemente de la Escuela de Artes Visuales de Nueva York. Ernst nunca había salido con una mujer antes, y Drucker nunca había salido con un hombre. Después de que se separaron, la expareja publicó fotografías de ellos juntos de "Relationship" en 2016, que The New York Times afirmó que era un registro público importante para la vida transgénero.
Mientras trabajaba en Transparent, Ernst habló sobre su decepción de que, aunque cada vez se contaban más historias trans en los medios, casi siempre eran historias de mujeres trans, diciendo que, "dentro de la comunidad trans, hay un poco de presión para que las personas trans masculinas pasen a un segundo plano". En la misma entrevista, cuando se le preguntó sobre el casting del actor cisgénero Jeffrey Tambor en el papel principal, Ernst opinó que cuando está claro que una obra (comparando Transparent con Boys Don't Cry) se ha esforzado por ser inclusiva detrás de la cámara y trabajar en el avance de las causas trans, "el casting se vuelve menos importante".